# Ashley Blue
Ashley Blue (8 luglio 1981) è un'ex attrice pornografica e regista pornografica statunitense.

## Biografia e carriera pornografica
Ashley Blue ha vinto numerosi riconoscimenti in ambito pornografico, tra cui due AVN awards, nel 2004 e nel 2005, rispettivamente nelle categorie Female Performer of the Year e Best Supporting Actress.
Nel marzo 2004 ha stipulato un contratto, della durata di tre anni, con la casa produttrice JM Productions, apparendo nella serie Girlvert. Il 14 febbraio del 2007 ha rescisso il summenzionato contratto, entrando in contatto immediatamente con la LA Direct Models. Nel 2010 ha scritto la sua autobiografia Girlvert: A Porno Memoir, pubblicata da Barnacle.
Ashley Blue è unita sentimentalmente con il fotografo Dave Naz..
Il pittore svedese Karl Backman dipinse ritratti dell'attrice 2011 una mostra al Museum of Porn in Art di Zurigo. Nel 2021 è stata inserita nella Hall of Fame dagli XRCO Awards mentre fa parte di quella degli AVN dal 2013.

## Riconoscimenti
- AVN Awards
  - 2004 – Female Performer of the Year[11]
  - 2004 – Best All-Girl Sex Scene (video) per The Violation of Jessica Darlin con Jessica Darlin, Brandi Lyons, Lana Moore, Hollie Stevens, Flick Shagwell e Crystal Ray[12]
  - 2005 – Best Supporting Actress (video) per Adore[13]
  - 2005 – Best All-Girl Sex Scene (video) per The Violation of Audrey Hollander con Gia Paloma, Audrey Hollander, Tyla Wynn, Brodi e Kelly Kline[13]
  - 2007 – Most Outrageous Sex Scene per Meat is Murder con Amber Wild e Steven French[14]
  - 2013 – Hall of Fame - Video Branch[9]
- XRCO Awards
  - 2003 – Cream Dream[15]
  - 2004 – Female Performer of the Year[16]
  - 2005 – Best Girl/Girl per The Violation of Audrey Hollander per The Violation of Audrey Hollander con Gia Paloma, Audrey Hollander, Tyla Wynn, Brodi e Kelly Kline[17]
  - 2021 – Hall of Fame[18]

## Filmografia

### Attrice
- 5 Guy Cream Pie 2 (2002)
- 7 The Hardway 1 (2002)
- Amateur Angels 6 (2002)
- Anal Excursions 2 (2002)
- Assault That Ass 2 (2002)
- Barely Legal 27 (2002)
- Clusterfuck 1 (2002)
- Cum Dumpsters 1 (2002)
- Deep Throat This 6 (2002)
- Don't Tell Mommy 2 (2002)
- Down the Hatch 9 (2002)
- Farmer's Daughters do College (2002)
- Fast Times at Deep Crack High 8 (2002)
- Gag Factor 10 (2002)
- Girlvert 2 (2002)
- Grrl Power 11 (2002)
- Gutter Mouths 26 (2002)
- Hot Bods And Tail Pipe 25 (2002)
- Hot Showers 7 (2002)
- Hotline (2002)
- Kelly the Coed 14 (2002)
- Lewd Conduct 14 (2002)
- Little White Chicks... Big Black Monster Dicks 16 (2002)
- More Dirty Debutantes 227 (2002)
- More Dirty Debutantes 228 (2002)
- Naughty Little Nymphos 10 (2002)
- Naughty Pink (2002)
- Nikki the Nymph 1 (2002)
- Oral Adventures of Craven Moorehead 14 (2002)
- Orifice Politics (2002)
- Perverted POV 5 (2002)
- Perverted Stories 36 (2002)
- Pink Pussy Cats 1 (2002)
- School Bus Girls 1 (2002)
- Service Animals 10 (2002)
- Spring Chickens 1 (2002)
- Straight To The A 2 (2002)
- Teacher's Pet 3 (2002)
- Teen Dreams 2 (2002)
- Teen Patrol 2 (2002)
- Teen Tryouts Audition 16 (2002)
- There's Something About Jack 24 (2002)
- Throat Gaggers 3 (2002)
- Try-a-teen 16 (2002)
- Two In The Seat 1 (2002)
- Ultimate Tag Team (2002)
- Unchained (2002)
- University Coeds Oral Exams 12 (2002)
- V-eight 7 (2002)
- Violation of Ashley Blue (2002)
- Virgin Stories 19 (2002)
- We Go Deep 17 (2002)
- Whack Attack 16 (2002)
- YA 27 (2002)
- Young Fun (2002)
- Young Girls' Fantasies 1 (2002)
- Young Sluts, Inc. 8 (2002)
- 100% Blowjobs 17 (2003)
- 18 and Ready to Fuck 2: Anal Edition (2003)
- A.N.A.L. 1 (2003)
- A2M 2 (2003)
- American Gunk (2003)
- American Nymphette 6 (2003)
- Anal Addicts 12 (2003)
- Anal Driller 1 (2003)
- Anal Excursions 4 (2003)
- Anal Expedition 2 (2003)
- Anal Trainer 1 (2003)
- Anal University 12 (2003)
- Ass Cream Pies 4 (2003)
- Ass Lickers (2003)
- Ass Slaves (2003)
- Ass Stretchers 2 (2003)
- Assploitations 1 (2003)
- ATM Machine 2 (2003)
- Babes in Pornland 19: Bikini Babes (2003)
- Babysitter 14 (2003)
- Backseat Driver 19 (2003)
- Bait 1 (2003)
- Barefoot Confidential 29 (2003)
- Barely 18 3 (2003)
- Barely Legal on Vacation 2 (2003)
- Barely Legal Summer Camp 1 (2003)
- Best Butt in the West 6 (2003)
- Bigger is Better (2003)
- Bitches Behind Bars (2003)
- Black Angel Falls (2003)
- Black Up That White Ass 1 (2003)
- Bootylicious 41: Swirl (2003)
- Bottom Feeders 8 (2003)
- Brazil Bizarro (2003)
- Butt 'er Face 3 (2003)
- College Invasion 3 (2003)
- Cum Dumpsters 2 (2003)
- Cum Filled Throats 1 (2003)
- Cum Swallowing Whores 1 (2003)
- Cumback Pussy 49 (2003)
- Deepthroat Virgins 4 (2003)
- Disturbed 1 (2003)
- Double Play 1 (2003)
- Family Business: The Complete First Season (2003)
- Frosted (2003)
- Full Anal Access 1 (2003)
- Girl Crazy 1 (2003)
- Girls On Parade (2003)
- Girlvert 3 (2003)
- Girlvert 4 (2003)
- Girlvert 5 (2003)
- Glazed and Confused 1 (2003)
- Hardcore Interracial Sexxx 3 (2003)
- Hi-teen Club 2 (2003)
- I Fucked My High School Teacher 3 (2003)
- I Like It Black and Deep in My Ass 2 (2003)
- In Your Mouth And On Your Face 1 (2003)
- Internal Cumbustion 1 (2003)
- Italian Sausage 1 (2003)
- Itty Bitty Titty Teens 1 (2003)
- Lezervoir Dogs (2003)
- Liquid Gold 8 (2003)
- Little White Slave Girls 4 (2003)
- Loose Morals 2 (2003)
- Most Beautiful Girl in the World (2003)
- Natural Nymphos 1 (2003)
- Natural Nymphos 2 (2003)
- Naughty College School Girls 28 (2003)
- No Man's Land Director's Choice (2003)
- Opera (2003)
- Orgy Angels 1 (2003)
- Panty Paradise (2003)
- Pretty Girl (2003)
- Pull My Hair And Call Me Stupid 1 (2003)
- Pussy Foot'n 3 (2003)
- Service Animals 13 (2003)
- Service Animals 15 (2003)
- Sexhibition 9 (2003)
- Slave Dolls 1 (2003)
- Smokin Pole (2003)
- Strictly BusinASS (2003)
- Summer Mischief (2003)
- Sweet And Easy (2003)
- Teen Angel (2003)
- Teen Sensations 3 (2003)
- Train My White Ass 4 (2003)
- UK Student House 8 (2003)
- Unbelievable Sex 3 (2003)
- V-eight 11 (2003)
- Vice Girls 2 (2003)
- Violation of Crystal Ray (2003)
- Violation of Jessica Darlin (2003)
- Wet Pink 1 (2003)
- Where The Sun Don't Shine (2003)
- Whores Inc. 2 (2003)
- Wildest Sex Ever 3 (2003)
- Young Latin Girls 6 (2003)
- Younger the Better 5 (2003)
- Adore (2004)
- Adult Video News Awards 2004 (2004)
- All You Need is Luv (2004)
- Anal Retentive 1 (2004)
- Art of Double Penetration (2004)
- Art Of Oral Group Sex (2004)
- Ashley Blue and Friends (2004)
- Ashley Blue Cock Star (2004)
- Ass Watcher 1 (2004)
- Attention Whores 1 (2004)
- Attention Whores 2 (2004)
- Barely Legal All Stars 1 (2004)
- Belladonna's Connasseur (2004)
- Best of Alexis Amore (2004)
- Big Cock Seductions 10 (2004)
- Bust My Hole 1 (2004)
- Cadillac Highway (2004)
- Chloe's Pool Party (2004)
- Cluster Fuck (2004)
- Cock Attack (2004)
- Cum Buckets 1 (2004)
- Dawn of the Debutantes 15 (2004)
- Dirrty 2 (2004)
- Dirrty 3 (2004)
- Droppin' Loads 3 (2004)
- Droppin' Loads 4 (2004)
- Dyke Club (2004)
- Extreme Schoolgirls 6 (2004)
- Filthy Things 4 (2004)
- Gag Factor 15 (2004)
- Girlvert 6 (2004)
- Girlvert 7 (2004)
- Gutter Mouths 30 (2004)
- Hot Chicks Little Tits 7 (2004)
- House of Sex (2004)
- Interracial Lust 3 (2004)
- Into The Blue (2004)
- Jack's Playground 11 (2004)
- Juicy (2004)
- Lesbian Bukkake 1 (2004)
- Liquid Gold 9 (2004)
- Lusting Teens (2004)
- Mary Carey Rules 3 (2004)
- Missing and Exploited (2004)
- No Man's Land Interracial Edition 7 (2004)
- Planet Max 19 (2004)
- Powershots 2 (2004)
- Rub The Muff 9 (2004)
- School Girls 1 (2004)
- Sexpedition (2004)
- Shove It Up My... 2 (2004)
- Teenland 9: Over 18 and School's Out (2004)
- Tough Love 3 (2004)
- Twist of Anal (2004)
- University Coeds 41 (2004)
- University Coeds Oral Exams 13 (2004)
- Violation of Audrey Hollander (2004)
- Violation of Missy Monroe (2004)
- Vivid Girl: Janine (2004)
- White Trash Whore 30 (2004)
- Young Fuckers 6 (2004)
- Younger the Better 2 (2004)
- Adult Video News Awards 2005 (2005)
- American Bukkake 26 (2005)
- American Bukkake 28 (2005)
- Art of Interracial Group Sex (2005)
- Attention Whores 3 (2005)
- Attention Whores 4 (2005)
- Blowjob Fantasies 22 (2005)
- Bootylicious 44: Slaves For The Black Man (2005)
- Dirty Little Sluts 3 (2005)
- Flower Power (2005)
- Fuck My White Ass Black Man 1 (2005)
- Gag Factor 17 (2005)
- Garbage Pail Girls 2 (2005)
- Girlvert 10 (2005)
- Girlvert 8 (2005)
- Girlvert 9 (2005)
- Gutter Mouths 33 (2005)
- Irritable Bowel Syndrome 1 (2005)
- Kick Ass Chicks 22: Superstars (2005)
- Lesbian Bukkake 3 (2005)
- Liquid Gold 10 (2005)
- Loads of Cum (2005)
- Meat Holes 3 (2005)
- P.O. Verted 1 (2005)
- Piss Mops 2 (2005)
- Suck It Dry 1 (2005)
- Violation of Melissa Lauren (2005)
- Virgin Patrol 1 (2005)
- Anal Brigade (2006)
- Anal Full Nelson 1 (2006)
- Ass-Jacked 2 (2006)
- Attention Whores 5 (2006)
- Attention Whores 6 (2006)
- Attention Whores 7 (2006)
- Attention Whores 8 (2006)
- Barely Legal All Stars 6 (2006)
- Busty Cops 2 (2006), regia di Jim Wynorski
- Deep Throat Cum Lovers (2006)
- Gag Factor 22 (2006)
- Girlvert 11 (2006)
- Girlvert 12 (2006)
- Girlvert 13 (2006)
- Greatest Cum Sluts Ever (2006)
- Greatest Cum Sluts Ever 2 (2006)
- Hillary Scott Cock Star (2006)
- Hottest Teens On The Planet (2006)
- Jam Packed Assholes (2006)
- Jenna Does Carmen (2006)
- Lesbian Bukkake 4 (2006)
- Lesbian Bukkake 6 (2006)
- Liquid Gold 12 (2006)
- Over Stuffed 1 (2006)
- Reverse Bukkake (2006)
- Reverse Bukkake 2 (2006)
- Reverse Bukkake 3 (2006)
- School Girls 4 (2006)
- She Swallows Black Dick 2 (2006)
- Swirlies 2 (2006)
- Tough Love 7 (2006)
- Ultrapussy (2006)
- Violation of Cindy Crawford (2006)
- Violation of Sierra Sinn (2006)
- Violation of Tory Lane (2006)
- White Trash Whore 34 (2006)
- White Trash Whore 35 (2006)
- Young and Anal 1 (2006)
- Young and Anal 2 (2006)
- ATM On Demand 2 (2007)
- Attention Whores 9 (2007)
- Bad Ass Bridgette 2 (2007)
- Barely Legal Christmas (2007)
- Belladonna: Manhandled 2 (2007)
- Belladonna: No Warning 3 (2007)
- Belladonna's Evil Pink 3 (2007)
- Belladonna's Odd Jobs 3 (2007)
- Crack Addict 7 (2007)
- Cream Team 1 (2007)
- Girlvert 14 (2007)
- Girlvert 15 (2007)
- Girlvert 16 (2007)
- I Love Ashley (2007)
- I've Been Sodomized 4 (2007)
- Kick Ass Chicks 41: Vaginaterians (2007)
- Liquid Gold 14 (2007)
- Manuel Ferrara Fucks Them All (2007)
- Pain for Fame (2007)
- Pay or Play (2007)
- Pirate Fetish Machine 30: Bondage and Perversion in L.A. (2007)
- School's Out (2007)
- Strap it On 6 (2007)
- Teen Solos (2007)
- Throated 11 (2007)
- Violation of Alicia Angel (2007)
- Violation of Chelsie Rae (2007)
- White Trash Whore 37 (2007)
- White Wife Black Cock 8 (2007)
- 4 in the Pink 4 in the Stink 3 (2008)
- Anal Beach Buns (2008)
- AssOrama (2008)
- Black in My Crack 2 (2008)
- Circa 82 (2008)
- Coed Whores (2008)
- Cum Buckets 8 (2008)
- Escape From Women's Prison (2008)
- Gapeman 2 (2008)
- Girlvert 17 (2008)
- I Love Big Butts (2008)
- It's a Secretary Thing 1 (2008)
- Load Warriors 1 (2008)
- Morphine (2008)
- Perverse (2008)
- Pirate Fetish Machine 31: L.A. Lust (2008)
- Power Bitches 3 (2008)
- Real Female Orgasms 9 (2008)
- Slave Dolls 3 (2008)
- Slit Happens (2008)
- Strap Attack 8 (2008)
- Sugar Town (2008)
- Super Shots: Gimme Pink 2 (2008)
- Super Shots: Tushy Talk (2008)
- Young Hollywood (2008)
- 101 Natural Beauties (2009)
- Ashley Blue's Evil Femdom Facesitting And Cockbiting Escort Blowjob (2009)
- Ass Wide Open 1 (2009)
- Behind the Red Door (2009)
- Best of Skeeter Kerkove (2009)
- Diggin in the Gapes 3 (2009)
- Girlvert 18 (2009)
- Hairy Bush Femdom Ballbusters (2009)
- Liquid Gold 18 (2009)
- Pretty Sloppy 2 (2009)
- Private Specials 13: L.A. Girls Love Big Cocks (2009)
- Touch My Tushy 3 (2009)
- Attack Of The Great White Ass 4 (2010)
- Best of Head (2010)
- Cuckold Abuse And Femdom Humiliation 2 (2010)
- Girlvert 19 (2010)
- Hot Bush 2 (2010)
- I Am Eighteen 4 (2010)
- Interracial Blow Bang 1 (2010)
- Liquid Gold 19 (2010)
- Make Them Gag 1 (2010)
- Notorious S.L.U.T. (2010)
- Private Gold 107: Cheating Hollywood Wives (2010)
- Private Movies 50: Fuck Me Indie Ass (2010)
- Turbo Rock (2010)
- Alpha Femmes (2011)
- Armpit Worship 1 (2011)
- Bondage Girl-A-Go-Go (2011)
- Gangbang Her Little White Thang 9 (2011)
- Peter North's POV 33 (2011)
- Vivid's 102 Cum Shots (2011)
- Anal Encounters 4 (2012)
- Cock Sucking Teens 2 (2012)
- Gapeman's Favorite Gapes (2012)
- Kissing Girls 4 (2012)
- Messy Little Girls (2012)
- Best Friends 13 (2013)
- Jack Me Off 2 (2013)
- This Ain't Homeland XXX (2013)
- Tory Lane: Cock Star (2013)
- Anal Adventures 3 (2014)
- Black On White (2014)
- Interracial Relations (2014)

### Regista
- Attention Whores 1 (2004)
- Attention Whores 2 (2004)
- Lesbian Bukkake 1 (2004)
- Missing and Exploited (2004)
- Attention Whores 3 (2005)
- Attention Whores 4 (2005)
- Lesbian Bukkake 2 (2005)
- Lesbian Bukkake 3 (2005)
- Attention Whores 5 (2006)
- Attention Whores 6 (2006)
- Attention Whores 7 (2006)
- Attention Whores 8 (2006)
- Lesbian Bukkake 4 (2006)
- Lesbian Bukkake 6 (2006)
- Reverse Bukkake 2 (2006)
- Attention Whores 9 (2007)
- Lesbian Bukkake 8 (2007)